# Io... e l'amore
Io e... l'amore (Spite Marriage) è un film del 1929 diretto da Edward Sedgwick, ultima pellicola muta del regista-attore.

## Trama
Elmer è innamorato ma non ricambiato di una ragazza, Trilby (Sebastian), un'attrice teatrale. Elmer ha visto un suo spettacolo tantissime volte solo per guardarla. La ragazza, per far dispetto a un collega, sposa Elmer. Ma la sua infelicità, malgrado Elmer la tratti benissimo, la spinge a scappare col collega a causa del quale aveva sposato Elmer. Questo ritrova Trilby e il collega su una nave di contrabbandieri dove sono stati fatti prigionieri. Elmer stesso viene catturato e obbligato a lavorare lì. Dopo tante peripezie e una lotta con uno dei criminali della nave, Elmer salva la ragazza che torna a vivere con lui, perché si è accorta quanto valga più del rivale.